# Diocesi di Carpentras

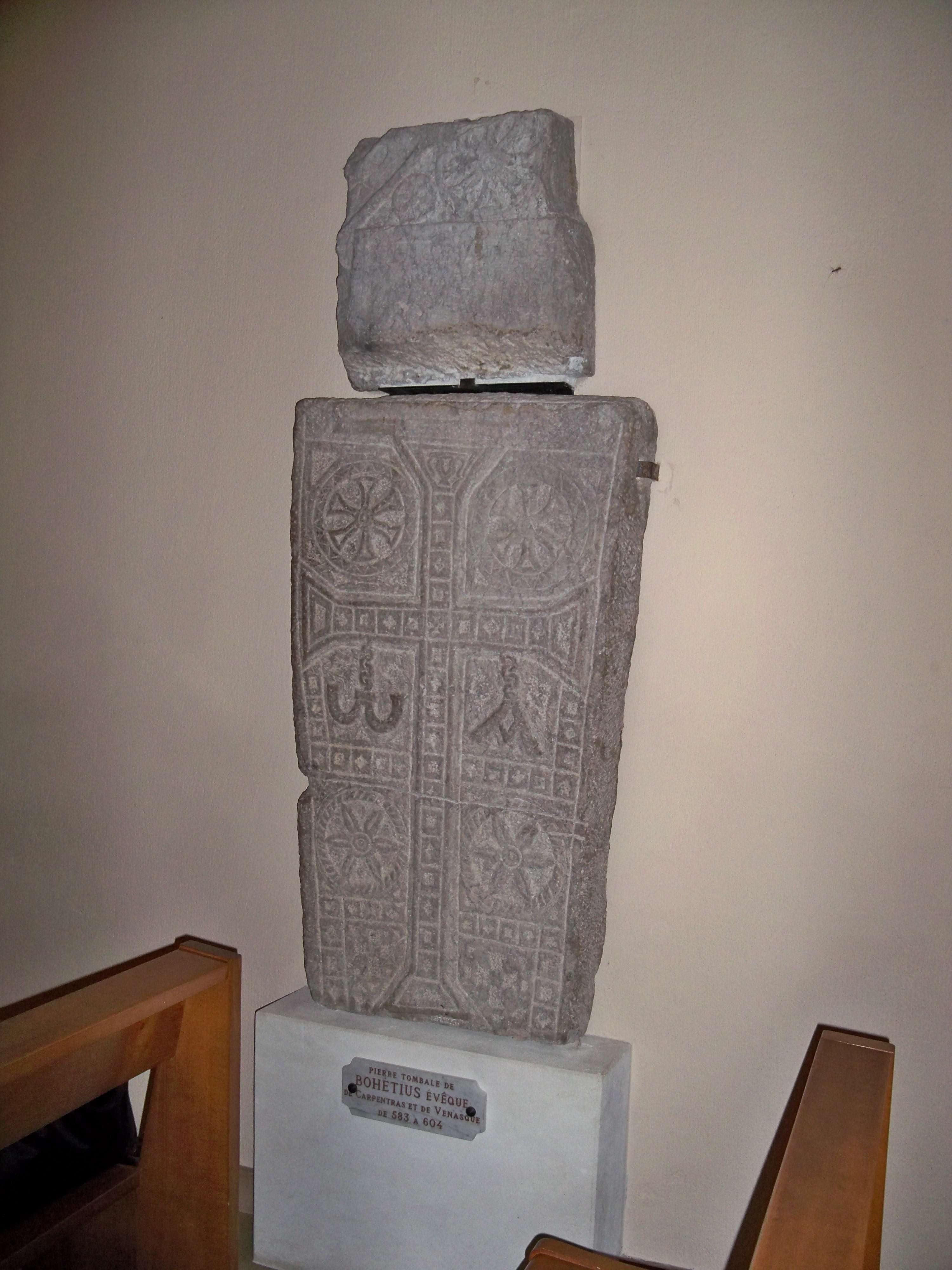
La pietra tombale di Boezio, vescovo dal 583 al 604, inumato a Venasque.

La diocesi di Carpentras (in latino: Dioecesis Carpentoractensis) è una sede soppressa e sede titolare della Chiesa cattolica.

## Territorio
La diocesi confinava a nord con le diocesi di Vaison e di Gap; a est con quella di Sisteron; a sud con le diocesi di Apt e di Cavaillon; e ad ovest con l'arcidiocesi di Avignone e la diocesi di Orange.
Sede vescovile era la città di Carpentras nell'attuale dipartimento del Vaucluse, dal 1320 capitale del contado Venassino che fu fino al 1791 parte integrante del territorio dello Stato Pontificio. A Carpentras fungeva da cattedrale la chiesa di San Siffredo.
Nel 1697 la diocesi comprendeva 29 parrocchie.

## Storia
Incerte sono le origini della diocesi, la cui fondazione è attribuita ad un santo di nome Valentino, martirizzato verso la metà del III secolo. Primo vescovo storicamente documentato è Costantino, che si fece rappresentare al concilio di Riez del 439. Nel VI e VII secolo, nei concili della Gallia, i vescovi di Carpentras si presentarono come "vescovi di Venasque" (Vindasca): il primo è Clemanzio, che nel concilio di Orléans del 541 si presentò come episcopus civitatis Carpentoratensium et Vindascensium. Ad eccezione di Boezio, che nel concilio di Valence del 584 si firmò come vescovo di Carpentras, gli altri vescovi fino ad Amato si firmano come vescovi di Venasque. Ciò lascia supporre che i vescovi, a causa della caduta in rovina della città di Carpentras, trasferirono la sede episcopale nella vicina Venasque.
Dal 450 Carpentras era suffraganea dell'arcidiocesi di Arles; il 21 dicembre 1475 entrò a far parte della provincia ecclesiastica dell'arcidiocesi di Avignone.
All'inizio della cattività avignonese, mentre tutta la corte papale si trovava ad Avignone, papa Clemente V volle stabilirsi con la curia a Carpentras nel 1313. Solo il suo successore papa Giovanni XXII, si trasferì definitivamente ad Avignone.
Nel XV secolo fu ricostruita la cattedrale medievale di San Siffredo, che venne consacrata nel 1515.
La diocesi fu soppressa in seguito al concordato con la bolla Qui Christi Domini di papa Pio VII del 29 novembre 1801 e il suo territorio incorporato in quello della diocesi di Avignone.
Il 6 agosto 1877 il titolo di vescovi di Carpentras fu concesso agli arcivescovi di Avignone, che lo ebbero fino al 2009.
Dal 2 settembre 2009 Carpentras è annoverata tra le sedi vescovili titolari della Chiesa cattolica; dal 9 marzo 2023 il vescovo titolare è Loïc Lagadec, vescovo ausiliare di Lione.

## Cronotassi

### Vescovi
- San Valentino ? † (III secolo)
- Costantino † (prima del 439 - dopo il 451)[3]
- Sant' Antonino ? † (menzionato nel 463/464)[4]
- Giuliano † (prima del 517 - dopo il 529)[5]
- San Siffredo †[6]
- Clemanzio † (prima del 541 - dopo il 552)[7]
- Tetradio † (menzionato nel 573)[8]
- Boezio † (circa novembre 583 - 23 maggio 604 deceduto)[9]
- Ambrogio † (menzionato nel 614)[10]
- Giorgio †
- Pietro I †
- Domenico †
- Licerio † (menzionato nel 650)[11]
- Paolo †
- Anastasio †
- Innocenzo †
- Odoardo †
- Otfrido †
- Agapito †
- Amato † (menzionato nel 788)
- Antonio †
- Giovanni I †
- Alberto †
- Filippo †
- Giovanni II † (menzionato nell'867)
- Berengario †
- Franco †
- Bernardo †
- Guido †
- Airardo † (prima del 948 - dopo il 982)
- Stefano † (circa 994 - dopo il 1012)[12]
- Matthieu †[13]
- François II † (prima del 1040[14] - dopo il 1056)
- Jules †[15]
- Guillaume † (menzionato nel 1068)
- Arnould †
- Geoffroi †[16]
- Gaspard † (menzionato all'epoca di papa Callisto II)
- Raimond † (prima del 1142 - 9 gennaio 1170 nominato arcivescovo di Embrun)
- Guillaume de Risole † (menzionato nel 1173)
- Pierre II †
- Raimbaud † (menzionato nel 1178)
- Innocent † (? - 1184)
- André † (1185 - ?)[17]
- Geoffroi † (prima del 1195 - circa 1211 deceduto)
- Guillaume † (1212 - dopo il 1218)
- Isnard † (prima del 1224 - circa 1228/1229)
- Bertrand † (prima del 6 febbraio 1229 - dopo dicembre 1230)
- Guillaume Béroard † (prima di marzo 1232 - dopo il 1262)
- Raimond de Barjols † (prima di luglio 1263 - dopo giugno 1274)
- Pierre Rostaing † (prima di marzo 1275 - dopo maggio 1279)
- Raimond de Mazan † (10 febbraio 1280 - dopo il 12 maggio 1290)
- Bérenger de Mazan † (25 giugno 1294 consacrato - dopo luglio 1316 deceduto)
- Eudes † (2 ottobre 1318 - dopo il 1326 deceduto)
- Hugues d'Angoulême † (4 febbraio 1332 - dopo l'8 febbraio 1347 deceduto)
- Geoffroi † (19 febbraio 1347 - 18 gennaio 1357 nominato vescovo di Carcassonne)
- Jean Roger de Beaufort † (18 gennaio 1357 - 27 luglio 1371 nominato arcivescovo di Auch)[18]
- Guillaume de Lestrange † (4 luglio 1371 - 22 dicembre 1375 nominato arcivescovo di Rouen)
- Pierre Laplotte, O.S.B. † (8 gennaio 1376 - 5 novembre 1397 nominato vescovo di Saint-Pons-de-Thomières)
  - Sede vacante (1397-1424)
  - Ludovico Fieschi † (31 ottobre 1406 - 3 aprile 1423 deceduto) (amministratore apostolico)[19]
- Jacopo del Campolo † (7 luglio 1424 - 1º dicembre 1425 deceduto)
- Sagace Conti † (4 febbraio 1426 - 30 maggio 1446 nominato vescovo di Spoleto)
- Guillaume Sorbert † (30 maggio 1446 - inizio del 1449 deceduto)
- Bartolomeo Vitelleschi † (14 luglio - 21 luglio 1449 nominato vescovo di Montefiascone e Corneto)
- Jordi d'Ornós † (21 luglio 1449 - novembre 1452 deceduto)
- Michele anglicus † (20 novembre 1452 - 27 settembre 1471 deceduto)
- Giuliano della Rovere † (16 ottobre 1471 - 31 gennaio 1472 nominato vescovo di Losanna)
  - Frédéric de Saluces † (31 gennaio 1472 - 1483 deceduto) (amministratore apostolico)
- Pierre de Valetariis † (8 ottobre 1483 - 1517 deceduto)
- Jacopo Sadoleto † (24 aprile 1517 - 19 ottobre 1547 deceduto)
- Paolo Sadoleto † (19 ottobre 1547 succeduto - 26 febbraio 1572 deceduto)[20]
- Giacomo Sacrati † (2 giugno 1572 - 1º gennaio 1593 deceduto)
- Francesco Sadoleto † (1º gennaio 1593 succeduto - 23 giugno 1596 deceduto)[21]
- Orazio Capponi † (23 settembre 1596 - fine 1615 dimesso)
- Cosimo de' Bardi † (27 gennaio 1616 - 9 settembre 1630 nominato arcivescovo di Firenze)
- Alessandro Bichi † (9 settembre 1630 - 25 maggio 1657 deceduto)
- Louis de Fortia de Montréal † (25 maggio 1657 succeduto - 25 aprile 1661 deceduto)
  - Sede vacante (1661-1665)
- Gaspare Lascaris de Castellar † (28 settembre 1665 - 6 dicembre 1684 deceduto)
  - Sede vacante (1684-1687)
- Marcello Durazzo † (10 novembre 1687 - 27 novembre 1690 nominato arcivescovo, titolo personale, di Ferrara)
- Lorenzo Buzzi † (8 gennaio 1691 - 22 aprile 1710 deceduto)
- Francesco Maria Abbati † (21 luglio 1710 - 22 aprile 1735 deceduto)
- Joseph-Dominique d'Inguimbert, O.Cist. † (25 maggio 1735 - 6 settembre 1757 deceduto)
- Giuseppe Vignoli † (19 dicembre 1757 - 5 luglio 1776 dimesso)[22]
- Giuseppe Vincenzo Beni † (16 settembre 1776 - 1801 dimesso)

### Vescovi titolari
- Emmanuel Gobilliard (16 giugno 2016 - 15 ottobre 2022 nominato vescovo di Digne)
- Loïc Lagadec, dal 9 marzo 2023